# Фонтането д'Агоња
Фонтането д'Агоња (итал. Fontaneto d'Agogna) је насеље у Италији у округу Новара, региону Пијемонт.
Према процени из 2011. у насељу је живело 1204 становника. Насеље се налази на надморској висини од 265 м.

## Становништво
Према резултатима пописа становништва 2011. у општини је живело 2.731 становника.
| 1936. | 1951. | 1961. | 1971. | 1981. | 1991. | 2001. | 2011. |
| ----- | ----- | ----- | ----- | ----- | ----- | ----- | ----- |
| 2.726 | 2.690 | 2.533 | 2.410 | 2.474 | 2.472 | 2.549 | 2.731 |